# Waltger

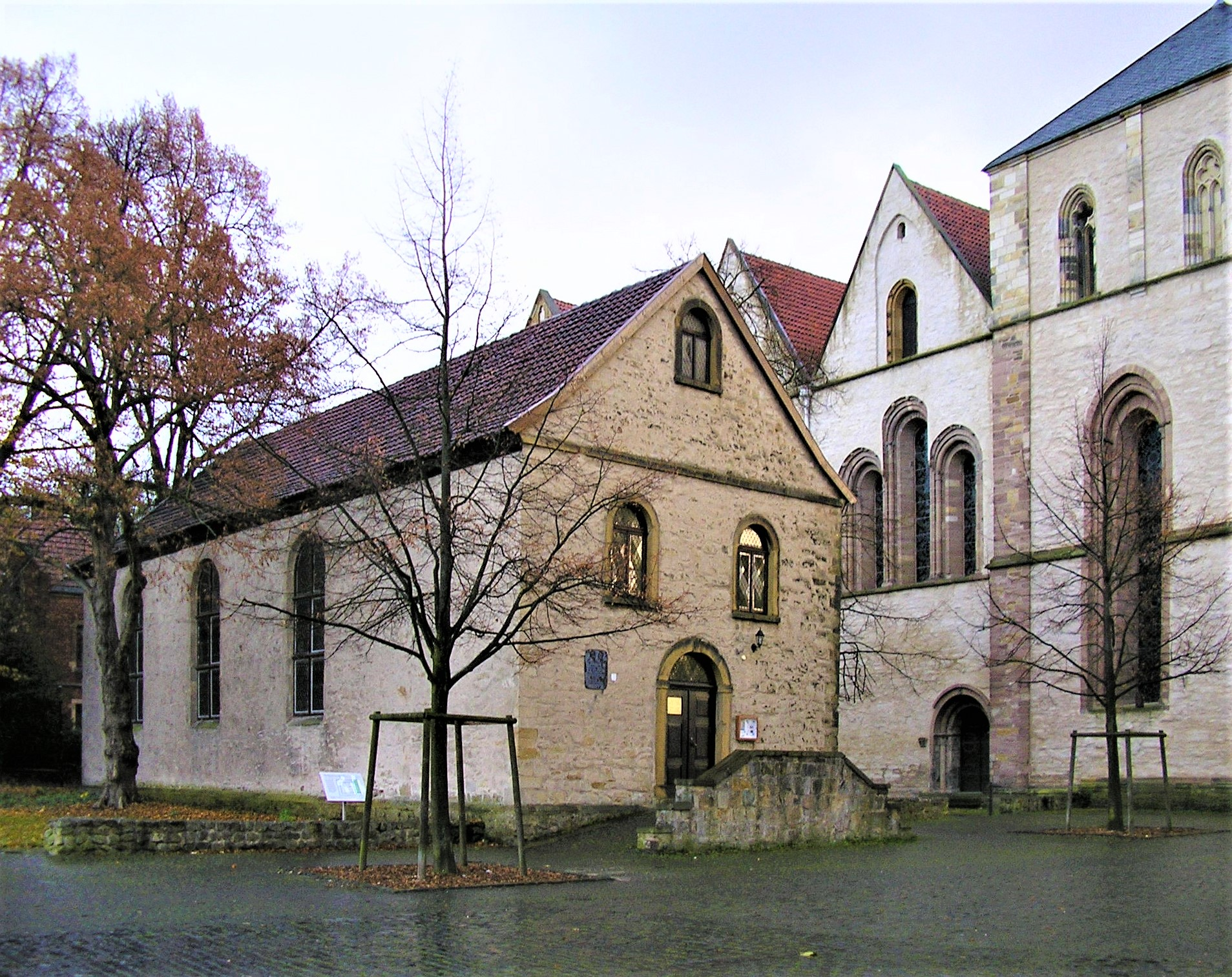
Die heutige barocke Wolderuskapelle neben dem Münster zu Herford

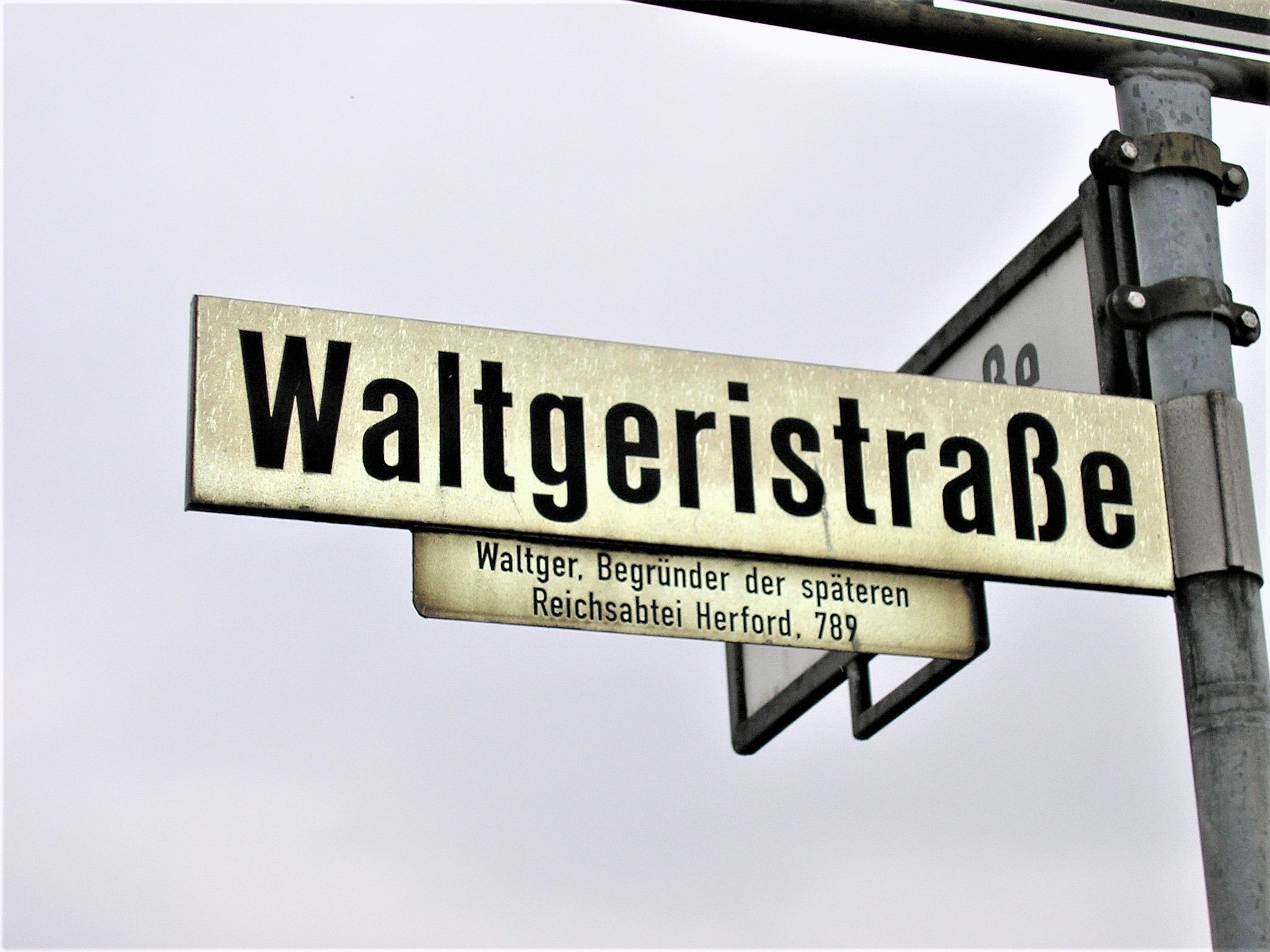
Schild Waltgeristraße in Herford mit Hinweistafel zum Heiligen Waltger

Der Heilige Waltger, auch Wolderus oder Walter (* 8. Jahrhundert bei Kirchdornberg; † 16. November 825 in Herford), gründete um 789 die spätere Reichsabtei Herford. Er gilt auch als Gründer der Stadt Herford in Westfalen.
Waltgers Festtag ist der 16. November, er wird dargestellt in gräflicher Kleidung mit Kirchenmodell. Weitere Attribute in der sakralen Kunst sind Ähren, Weintraube sowie ein Vogel, der ihm einen Fisch bringt.
Die Existenz Waltgers als historische Persönlichkeit ist von Teilen der Geschichtswissenschaft lange angezweifelt worden, so von Roger Wilmans, der in ihm lediglich eine legendäre Gestalt sah, die für die Herforder Fürstäbtissin von Nutzen war. Die Auffindung der Fundamente von Müdehorst im Bielefelder Stadtbezirk Dornberg 1949 erhärteten jedoch Aussagen, die in der Lebensbeschreibung Waltgers, der im Umfeld der Reichsabtei Herford entstandenen Vita sancti Waltgeri, gemacht werden, erheblich. Die dort aufgefundene Ruine zeigt einen für die Zeit um 800 im sächsischen Missionsgebiet nicht untypischen Kirchentypus eines Rechtecksaales mit quadratisch eingezogenem Chor. In der Literatur wird die Historizität Waltgers heute allgemein anerkannt.

## Leben
Waltger entstammte vermutlich einer Familie sächsischer Edler, die während der Eingliederung Sachsens in das Frankenreich gute Kontakte zum karolingischen Hof, unter Umständen sogar verwandtschaftliche Beziehungen dorthin besaß. Von mütterliche Seite aus gehörte ihm ein Erbgut in Bielefeld-Kirchdornberg, das sich schließlich noch bis zur Reformation im Besitz der Reichsabtei Herford befinden sollte. Die Erbauung der St. Peterskirche zu Kirchdornberg muss zudem ebenso im Zusammenhang mit der Familie Waltgers stehen. Auch dort ist archäologisch unter der heutigen gotischen Kirche ein früher Sakralbau vom Typus Müdehorsts nachgewiesen.
Die Vita Waltgeri berichtet, Waltger habe zunächst in Müdehorst, unweit Kirchdornbergs, den Gründungsversuch eines Kanonissenstifts unternommen, der jedoch zunächst scheiterte. Daraufhin verlegte er seine Gründung an den Zusammenfluss von Werre und Aa im heutigen Herford, wo sich eine bedeutende Furt und Wegekreuzung befand. Waltger stattete die Gründung mit seinem Besitz aus und erreichte schließlich durch persönliche Intervention bei Kaiser Ludwig dem Frommen die Unterstellung des Stifts unter das Herrscherhaus und die Erhebung zur Reichsabtei. Dabei ist er von den Gründern der Reichsabtei Corvey, den Brüdern Adalhard und Wala, unterstützt worden, die Herford erheblich ausbauten. Zu Herfords Mutterkloster wurde die alte Reichsabtei Soissons im karolingischen Kernland, nach deren Vorbild der Ausbau stattfand. Laut der Herforder Heiligenvita soll Waltger auch Kontakte zu einem englischen Königshaus unterhalten und so Reliquien des Heiligen Oswald erhalten haben, deren Verehrung in Kirchdornberg und Herford noch für das gesamte Mittelalter nachgewiesen ist. Der Historiker Pape vermutet, dass die Beschaffung der Reliquien aufgrund verwandtschaftlicher Beziehungen zu englischen Angelsachsen möglich gewesen war.
Die sogenannte Wolderuskapelle neben dem Herforder Münster St. Marien und Pusinna galt dem Herforder Konvent als Grablege Waltgers. Mehrfache Wunder am Grab des Stiftsgründers bewogen die Fürstäbtissin Swenehildis um 1051, eine Suchgrabung nach den Gebeinen Waltgers durchzuführen. Schließlich im Chorraum gefundene Gebeine wurden als die Waltgers angesprochen und auf Betreiben der Reichsabtei vom Paderborner Bischof Imad erhoben. Die Elevation und Translation der Gebeine Waltgers durch Imad in das Herforder Münster kamen einer ortsgebundenen Kanonisation Waltgers gleich. Die Schaffung eines bedeutenden Waltger-Kultes ist in Herford jedoch niemals gelungen. Die Spur der erhobenen Reliquien verliert sich in der Reformationszeit.
Neben der Wolderuskapelle erinnert in Herford heute noch die Waltgeristraße an den Stiftsgründer.